# Жалобна мухоловка
Жалобната мухоловка (Ficedula hypoleuca) е птица от семейство Мухоловкови (Muscicapidae).
Среща се и в България.

## Физически характеристики
Жалобната мухоловка достига дължина 13 cm.

## Начин на живот и хранене
Диетата на Жалобната мухоловка се състои почти изцяло от насекоми. В едно проучване се анализира съдържанието на стомаха на птицата по време на размножителния период и е открито, че мравки, пчели, оси и бръмбари съставляват основната диета. Мравките съставляват приблизително 25% от диетата. Храната, давана на малките пиленца включва паяци, пеперуди, нощни пеперуди, мухи, комари, мравки, пчели, оси и бръмбари.

## Размножаване
Жалобната мухоловка снася 2 – 8 яйца.